# Tauá
Tauá är en kommun i Brasilien.   Den ligger i delstaten Ceará, i den östra delen av landet, 1 400 km nordost om huvudstaden Brasília. Antalet invånare är 55 755.
Följande samhällen finns i Tauá:
- São João dos Inhamuns

Omgivningarna runt Tauá är huvudsakligen savann. Runt Tauá är det ganska glesbefolkat, med 31 invånare per kvadratkilometer.